# 正徳院 (僧兵)
正徳院（しょうとくいん、生年不詳）は、戦国時代から江戸時代初期にかけての僧兵であり武将である。

## 略歴
高野山または根来衆の一人で、1614年大坂の陣では足軽50人を連れて籠城する。徳川家康の命で京都大阪間の通路を整備していた伊奈忠政を攻撃したが失敗した。